# هربرت ديكنسون وارد
هربرت ديكنسون وارد (بالإنجليزية: Herbert Dickinson Ward)‏ (29 يونيو 1861، والثام في الولايات المتحدة - 27 يونيو 1932)؛ روائي أمريكي. درس في كلية أمهرست.